# André-Pierre Contandriopoulos
André-Pierre Contandriopoulos (né en 1943 à Dieulefit, Drôme, France) est professeur émérite en administration de la santé à l'École de santé publique de l'Université de Montréal et membre de la Société royale du Canada.

## Travaux de recherche
Ses recherches et ses interventions publiques ont largement contribué à influencer le système public de santé du Québec. En particulier, ses travaux sur le financement des soins et l'importance de préserver un système public et universel d'assurance maladie ont souvent été au cœur des débats publics sur ce thème. Il a formé plusieurs dizaines d'étudiants de maîtrise et de doctorat et ses idées ont eu une influence significative dans le domaine.